# حزب تقدم البيرو
تقدم البيرو (بالإسبانية: Progresando Perú)‏ كان حزبًا سياسيًا صغيرًا في بيرو. تأسس الحزب في ديسمبر 2015 من قبل رجل الأعمال مانويل بونس أيالا، وقدم الحزب ميغيل هيلاريو، وهو أكاديمي من أصل شيبيبو-كونيبو، كمرشح رئاسي للحزب.
في الانتخابات العامة التي أجريت في 10 أبريل 2016، فازت بطاقة الحزب بنسبة 0.5٪ من الأصوات الشعبية، لتحتل المرتبة التاسعة. على مستوى الكونجرس، حصل الحزب على 0.1٪ ولم يحصل على مقاعد في مجلس الشيوخ. تم إلغاء الحزب لاحقًا من قبل لجنة تحكيم الانتخابات الوطنية في يوليو 2017 جنبًا إلى جنب مع الأحزاب الأخرى التي فشلت في تجاوز العتبة الانتخابية.

## نتائج الانتخابات

### الانتخابات الرئاسية
| عام  | المرشح        | الحزب     | الأصوات | النسبة المئوية | الترتيب |
| ---- | ------------- | --------- | ------- | -------------- | ------- |
| 2016 | ميغيل هيلاريو | تقدم بيرو | 75,870  | 0.49           | التاسع  |

### انتخاباتمجلس شيوخ بيرو
| عام  | الأصوات | %    | المقاعد | ▲/▼ |
| ---- | ------- | ---- | ------- | --- |
| 2016 | 14,663  | 0.1% | 0 / 130 |     |